# Chantal Saint-Jarre
Pour les articles homonymes, voir Jarre.
Chantal Saint-Jarre est une universitaire, essayiste et critique littéraire canadienne née à Val d’Or en 1953.
Elle détient un baccalauréat et une maîtrise en philosophie de l’Université du Québec à Montréal. En 1983, elle reçoit une bourse qui lui permet de se spécialiser en littérature et en psychanalyse à Paris. En 1991, elle obtient son doctorat en littérature comparée de l’Université de Montréal.
Elle a été professeur dans plusieurs disciplines aux niveaux collégial et universitaire à l’Université du Québec à Montréal, à l’Université de Sherbrooke, à l’Université d’Ottawa, à l’Université du Québec à Hull et à l’Université de Montréal.
De 1997 à 2003, elle a enseigné la littérature au cégep André-Laurendeau. Depuis 2004, elle enseigne au cégep de Saint-Laurent.

## Œuvres
Du sida. L'anticipation imaginaire de la mort et sa mise en discours. Éditions Denoël, coll. L'Espace analytique, 1994.  (ISBN 2-207-24118-1)
Le dernier jour d'un condamné, Victor Hugo. Étude de l'œuvre par Chantal Saint-Jarre. Éditions Beauchemin/Chenelière Éducation, coll. Parcours d'une œuvre, 2007.  (ISBN 978-2-7616-5123-3)
L'Inondation et autres nouvelles, Émile Zola. Étude des œuvres par Chantal Saint-Jarre. Éditions Beauchemin/Chenelière Éducation, coll. Parcours d'une œuvre, 2008.  (ISBN 978-2-7616-5379-4)

## Honneurs
- 1994 - Prix du Gouverneur général (catégorie Études et essais), Du Sida.